# Cotton module builder
Cotton Module Builder je název pro zařízení využívané v mechanizaci pěstování bavlníku (Gossypium). Jedná se o jednotku, která vytváří na poli ohromné bloky (kolem 50 m³) stlačené bavlny. Tyto bloky mohou být následně naloženy na nákladní automobil a odvezeny k dalšímu zpracování.

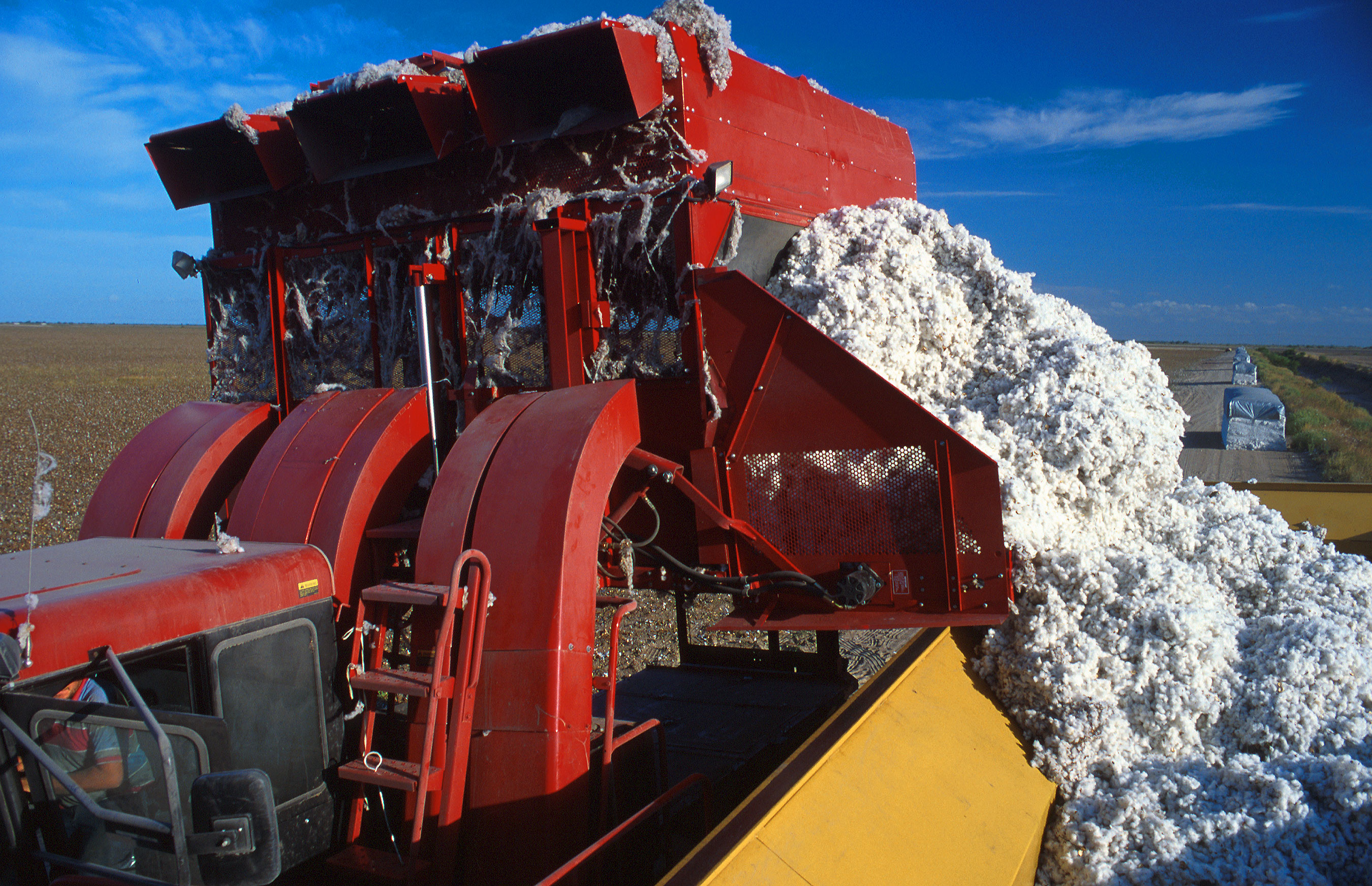
Plnění CMB ze zásobníku sběrače surové bavlny (Cotton Picker). V pozadí jsou vidět slisované balíky připravené k odvozu.

## Obecné principy funkce stroje
Do otevřeného prostoru CMB, je seshora vysypán zásobník sběrače surové bavlny. Následně dojde ke spuštění pěchovací nohy do mačkacího prostoru a k rovnoměrnému rozhrnutí bavlny po celé ploše prostoru. Poté začne pěchovací noha postupně postupovat od připojení CMB k traktoru na druhou stranu. Stlačí vždy danou plochu bavlny, zdvihne se, popojede o několik centimetrů a opět danou plochu stlačí. Následně je do prostoru vysypán další zásobník sběrače surové bavlny. Když dojde k naplnění CMB a není již možno přijímat další bavlnu, v zadní části CMB se otevřou hydraulicky dveře, hydraulické písty nazdvihnou objekt na kolech, traktor popojede dopředu s CMB a zanechá za sebou stlačený blok bavlny.

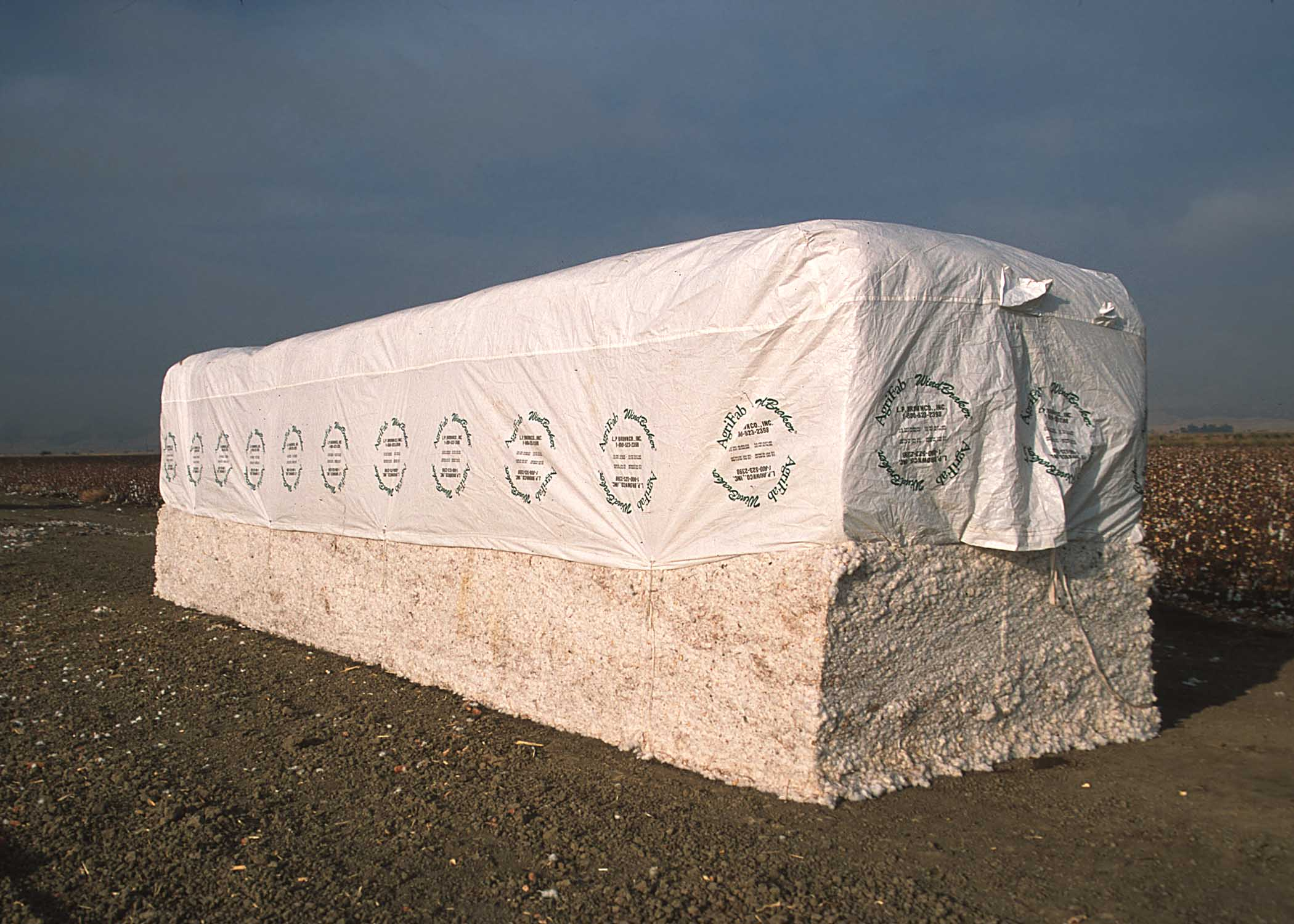
A takovýto balík (angl. cotton module) o objemu 50 m³ vznikne po slisování bavlny.

Ten je pak ještě shora zakryt plachtou proti vodě a čeká na odvoz k dalšímu zpracování.

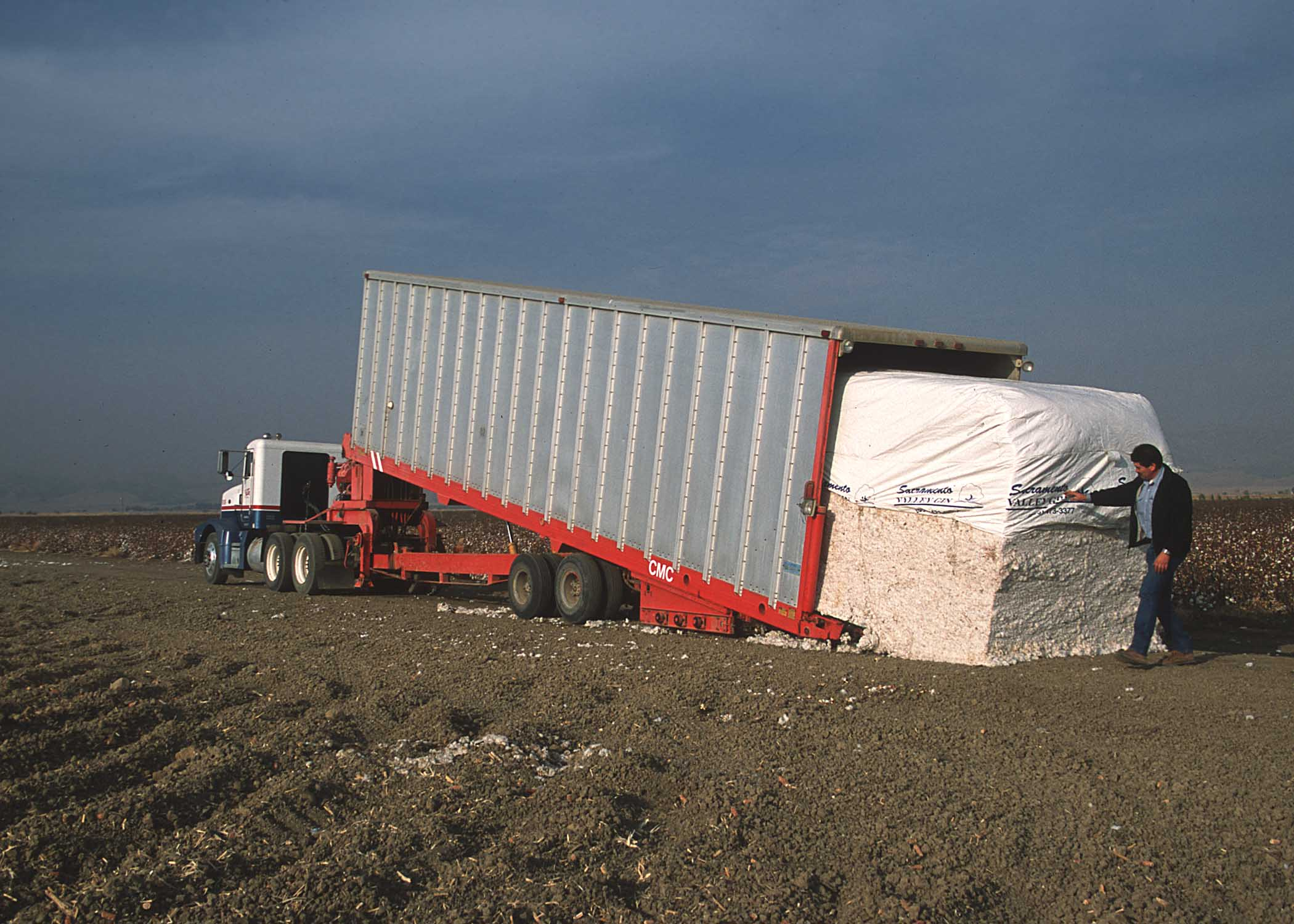
Americký způsob odvozu balíků slisované bavlny.